# Lonchocarpus glaucifolius
Lonchocarpus glaucifolius är en ärtväxtart som beskrevs av Ignatz Urban. Lonchocarpus glaucifolius ingår i släktet Lonchocarpus och familjen ärtväxter. Inga underarter finns listade i Catalogue of Life.